# Joe Morello
Joe Morello (Springfield, Massachusetts, 17 de julio de 1928 - 12 de marzo de 2011) fue un baterista de jazz, que alcanzó reconocimiento principalmente por su participación a lo largo de más de doce años en la banda The Dave Brubeck Quartet. En ella es reconocido por tocar su instrumento en compases irregulares en diversas piezas, como las famosas "Take Five" (compás de 5/4) y "Blue Rondo à la Turk" (compás de 9/8), ambas del disco Time Out, como también por sus solos de batería.

## Biografía
Morello tuvo problemas de la vista desde su nacimiento se dedicó principalmente a realizar actividades puertas adentro. A los seis años de edad comenzó a estudiar violín, tocando tres años después como solista en la Orquesta Sinfónica de Boston en el concierto para violín de Mendelssohn, y nuevamente tres años después.
A los quince años de edad Morello conoció al violinista Jascha Heifetz y llegando a la conclusión de que nunca podría igualar el sonido de Heifetz, decidió comenzar a tocar la batería. Primero estudió con el batería de exhibición Joe Sefcik y después con George Lawrence Stone, autor del libro de texto sobre la batería Stick Control for the Snare Drummer. Stone quedó tan impresionado con las ideas de Morello que las incorporó en su siguiente libro, Accents & Rebounds, dedicado a Morello. Después, Morello estudió con el percusionista de Radio City Music Hall Billy Gladstone.
Tras mudarse a Nueva York, Morello trabajó con numerosos artistas de jazz, entre los que se incluyen Johnny Smith, Tal Farlow, Stan Kenton, Phil Woods, Sal Salvador, Marian McPartland, Jay McShann, Art Pepper y Howard McGhee. Después de un período tocando con el trío de McPartland, Morello rechazó sendas ofertas para tocar con Benny Goodman y la banda de Tommy Dorsey, en favor de una gira de dos meses con The Dave Brubeck Quartet en 1955. No obstante, Morello siguió tocando con Brubeck durante más de una década, hasta marcharse en 1968. Morello pasó luego a ser un solicitado especialista, profesor y director de bandas, enseñando a  alumnos como Danny Gottlieb, Max Weinberg, Gary Feldman, Patrick Wante y Rich Galichon, entre otros.

## The Dave Brubeck Quartet
Morello ha tocado en muchos de los conciertos de Brubeck y ha contribuido en más de sesenta álbumes de Brubeck. El tema por el que, probablemente, sea más conocido es "Take Five", en el que aparece un solo de batería que se aleja lentamente de la regularidad del compás de 5/4. Otro ejemplo de solo de batería con marca de tiempo inusual aparece en "Unsquare Dance", en el que toca golpeando los palos únicamente en los aros, en un tiempo de 7/4. Al final de la pista, se puede oír a la banda riendo por los resultados. Otros trabajos destacados de la banda son Blue Rondo à la Turk, Strange Meadow Lark y Pick-Up Sticks.
En su carrera, Morello apareció en más de 120 álbumes, de los cuales 60 fueron con el Dave Brubeck Quartet. Escribió varios libros sobre batería, incluyendo Master Studies, publicado por Modern Drummer Publications, además de hacer un vídeo para la serie Hot Licks titulado The Natural Approach to Technique. Morello recibió varias distinciones a lo largo de los años y se le incluyó en el "Salón de la fama de la revista Modern Drummer" en 1988.

## Discografía

### Como líder/colíder
- Collections (Intro, 1957) con Red Norvo, Art Pepper y Gerry Wiggins
- It's About Time (RCA, 1962)
- Another Step Forward (Ovation, 1969)
- Joe Morello (Bluebird, 1989)
- Going Places (DMP, 1993)
- Morello Standard Time (DMP, 1994)

### Como acompañante
Con Dave Brubeck
- 1957 Dave Digs Disney
- 1957 Jazz Impressions of the U.S.A.
- 1957 Reunion
- 1958 Jazz Goes to Junior College
- 1958 Jazz Impressions of Eurasia
- 1958 Newport 1958: Brubeck Plays Ellington
- 1958 The Dave Brubeck Quartet in Europe
- 1959 Gone with the Wind
- 1959 The Riddle
- 1959 Time Out
- 1960 Brubeck and Rushing
- 1960 Brubeck a La Mode
- 1961 Take Five Live
- 1961 Time Further Out
- 1961 Tonight Only
- 1962 Countdown—Time in Outer Space
- 1962 Music from West Side Story
- 1962 Real Ambassadors
- 1963 Bossa Nova USA
- 1963 Brandenburg Gate: Revisited
- 1963 Dave Brubeck Quartet in Amsterdam
- 1961 Near-Myth
- 1963 At Carnegie Hall
- 1964 Dave Brubeck in Berlin
- 1964 Jazz Impressions of Japan
- 1964 Time Changes
- 1965 Angel Eyes
- 1965 Jazz Impressions of New York
- 1965 The Canadian Concert of Dave Brubeck
- 1966 My Favorite Things
- 1966 Time In
- 1966 Anything Goes: The Music of Cole Porter
- 1967 Bravo! Brubeck!
- 1967 Right Now!
- 1967 The Last Time We Saw Paris
- 1968 Jackpot!
- 1971 Summit Sessions
- 1972 Adventures in Time
- 1973 On Campus
- 1976 25th Anniversary Reunion
- 1988 The Great Concerts: Amsterdam Copenhagen Carnegie Hall
- 1991 Live (1956–1957)
- 1992 Live (1954 and 1959)
- 1993 Someday My Prince Will Come
- 1993 St. Louis Blues

Con Gary Burton
- 1961 New Vibe Man in Town
- 1962 Who Is Gary Burton?

Con Tal Farlow
- 1954 Tal Farlow Quartet
- 1955 The Tal Farlow Album

Con Marian McPartland
- 1952 Lullaby of Birdland
- 1955 Marian McPartland in Concert
- 1956 After Dark
- 1957 The Marian McPartland Trio
- 2002 Live at Shanghai Jazz
- 2003 All My Life

Con Gil Mellé
- Gil Mellé Quintet/Sextet] (Blue Note, 1953)
- Gil Mellé Quintet with Urbie Green and Tal Farlow (Blue Note, 1953)

Con Sal Salvador
- 1956 Shades of Sal Salvador
- Juicy Lucy (Bee Hive, 1978)

Con Chuck Wayne
- The Jazz Guitarist (Savoy, 1953 [1956])

Con otros
- 1954 Jimmy Raney Quintet, Jimmy Raney
- 1955 Blues and Other Shades of Green, Urbie Green
- 1957 Dream of You, Helen Merrill
- 1957 Mr. Roberts Plays Guitar, Howard Roberts
- 1958 Sweet Paul Vol. 1 Paul Desmond
- 1961 Jazz Winds from a New Direction, Hank Garland
- 1977 Early Art, Art Pepper
- 1979 The Big Apple Bash, Jay McShann
- 1994 Burning for Buddy: A Tribute to the Music of Buddy Rich, Buddy Rich Big Band
- 1994 The Gamut, Robert Hohner
- 1995 Two Facets of Louis: 1920-1950, Louis Armstrong
- 1997 Burning for Buddy: A Tribute to the Music of Buddy Rich Vol. 2, Buddy Rich Big Band
- 2000 Chega de Saudade, Stan Getz
- 2007 Sings the Ultimate American Songbook Vol. 1, Tony Bennett[3]